# Вероника Марс (фильм)
«Вероника Марс» (англ. Veronica Mars) — американский фильм в жанре неонуара с элементами детективной драмы и комедии, снятый Робом Томасом по сценарию, написанному вместе с Дайан Раггьеро. Фильм является продолжением культового одноимённого телесериала, выходившего на канале UPN/The CW с Кристен Белл в главной роли. Релиз фильма состоялся 14 марта 2014 года.

## Сюжет
Когда-то помогая отцу распутывать преступления в родном городе Нептун, Вероника Марс понимала, что это не будет длиться вечно. Уехав в Нью-Йорк и получив должность адвоката в хорошей фирме, она была уверена, что вырвалась из замкнутого круга. Она ошибалась.
Её бывший парень Логан Экхолз обвиняется в убийстве своей подруги. Приняв решение помочь ему, Вероника возвращается в Нептун и начинает собственное расследование. Внезапно она оказывается в самой гуще событий, окруженная друзьями и врагами. И самый большой вопрос — кому можно верить, а кому — нет.

## В ролях
| - Кристен Белл — Вероника Марс - Перси Дэггс III — Уоллес Финнел - Джейсон Доринг — Логан Экхолз - Фрэнсис Капра — Элай «Слоник» Наварро - Райан Хэнсен — Дик Касабланкас - Тина Маджорино — Синди «Мак» Макензи - Крис Лоуэлл— Стош «Пиз» Пизнарски - Энрико Колантони — Кит Марс - Кен Марино — Винни Ван Лоу - Кристен Риттер — Джия Гудман - Макс Гринфилд — Лео Д’Эмато - Андреа Эстелла — Кэрри Бишоп, заменила Лейтон Мистер - Сэм Хантингтон — Люк Хальдман | - Кристин Лэйкин — Сьюзан Найт - Аманда Норет — Мэдисон Синклэр - Даран Норрис — Клифф МакКормак - Дуэйн Дэниэлс — Директор Вэн Клеммонс - Брендон Хиллок — Помощник шерифа Сэкс - Джонатан Чеснер — Корни - Кевин Шеридан — Шон Фридрих - Мартин Старр — Лу «Кобб» Кобблер - Джастин Лонг — Пьяный пилот - Джеймс Франко — Играет самого себя - Гэби Хоффман — Руби Джетсон - Джерри О’Коннелл — Шериф Дэн Лэмб, брат Дона Лэмба - Джейми Ли Кёртис — роль-камео |

## Производство

### Сбор средств
После закрытия сериала Роб Томас написал сценарий фильма, продолжающего сюжет шоу, но компания «Warner Bros.» отказалась финансировать проект. 13 марта 2013 года Томас и исполнительница главной роли актриса Кристен Белл организовали фонд по сбору средств на производство картины на специализированном сайте «Kickstarter», предлагая взносы, начиная с 10 долларов. В зависимости от размера пожертвования, поклонникам предлагались различные подарки, начиная от маек с логотипом фильма и автографов актёров и заканчивая приглашениями на премьеру и даже небольшие роли в фильме. Белл, Томас, Энрико Колантони, Райан Хэнсен и Джейсон Доринг записали видео-послания в рамках рекламной кампании картины, и фонд собрал 2 миллиона меньше, чем за 10 часов. В первый день проект фильма побил рекорд сайта, быстрее всех добравшийся до отметки 1 миллион за всю историю «Kickstarter», а затем стремительно набрав и 2 миллиона. В итоге, проект фильма стал самым успешным на сайте. В последний день кампании, выпавший на 13 апреля, было подсчитано, что благодаря 91 585 поклонникам на съёмки картины удалось собрать $5 702 153.

### Кастинг
5 апреля Томас закончил первый вариант сценария. В начале апреля стало известно, что Джейсон Доринг (в роли Логана Экхолза) подписал контракт на участие в фильме. В мае Томас подтвердил, что Энрико Колантони также вернётся к роли Кита Марса. В июне участие Перси Дэггса III, Криса Лоуэлла и Фрэнсиса Капры было официально подтверждено — они вернулись к роли Уоллеса Финнела, Стоша «Пиза» Пизнарски и Элайя «Слоника» Наварро, соответственно. В том же месяце Сэм Хантингтон (Люк), Аманда Норет (Мэдсион Синклэр), Даран Норрис (Клифф МакКормак) и Тина Маджорино (Синди «Мак» Макензи) присоединились к актёрскому составу.

### Съёмки
Основные съёмки начались 17 июня 2013 года в Лос-Анджелесе и по плану должны закончиться в конце июля. Компания «Warner Bros.» займётся дистрибуцией картины, выход которой назначен на весну 2014 года.

### Маркетинг
Первый трейлер фильма был показан 19 июля 2013 года на «Comic-Con» в Сан-Диего.

## Критика
Фильм получил, в основном, положительные отзывы от мировых критиков. На сайте Rotten Tomatoes имеет рейтинг 79 % на основе 136 рецензий. Согласно агрегатору Metacritic, картина получила оценку 62 балла из 100 на основе 35 рецензий.
Шери Линден из The Hollywood Reporter дала положительную рецензию, назвав фильм «солидным кинематографическим поворотом для Нэнси Дрю в новом тысячелетии, что несомненно порадует сторонников краудфандинга и других поклонников исходного сериала». 